# ویگنال
ویگنال (انگلیسی: Vignale) شرکت خودروسازی ایتالیایی است، که در سال ۱۹۴۸ تأسیس شد.